# 逆二段式待轉

「紅色」是正常的兩段式左轉，「橘色」是逆二段左轉，「格子」為待轉區

逆二段式待轉，台灣俗稱「高雄式左轉」，是違規者因不耐紅燈久候，機慢車在道路上行駛時的一種待轉方式。以右側通行道路來說，當機慢車直行時而要左轉時，若路口須遵行機慢車兩段左轉標誌進行二段式左轉的規定（路幅較寬或有設置待轉區的路口），則在交通號誌綠燈的時候，先行駛至待轉區，等待紅燈。等交通號誌變成綠燈後，才准直行，完成兩段式左轉。
逆二段式待轉是在直行紅燈時，騎在行人穿越道上或牽車至同側的對向路口等待紅燈，綠燈時再騎在行人穿越道上或牽車並左轉，可以節省一次待轉格等紅燈的時間。
逆二段式待轉在台灣屬於違規行為，可對摩托車騎士處最高新台幣一千八百元整。逆二段式待轉普遍存在於臺灣南部地區，而在臺北由於取締較嚴格，則有下車用牽行方式，以行人路權的方式規避罰則。2015年在批踢踢上被稱為「高雄式左轉」因而網路爆紅，因此又被稱為高雄式左轉。高雄市政府警察局每年開出的「高雄式左轉」紅單就高達5萬多件，因為這種違規造成的車禍意外就占了3千多件，比例非常高，還包含4人死亡。
2016年6月，一名蔡姓婦人當時騎機車沒有依規定兩段式左轉，直接偏左「高雄式左轉」發生車禍身亡。臺灣高雄地方法院檢察署偵查認為，顏男駕駛汽車沒有過失，檢方不起訴處分。